# Möriken-Wildegg
Möriken-Wildegg é uma comuna da Suíça, no Cantão Argóvia, com cerca de 3.733 habitantes. Estende-se por uma área de 6,61 km², de densidade populacional de 565 hab/km². Confina com as seguintes comunas: Auenstein, Birr, Brunegg, Holderbank, Lenzburg, Lupfig, Niederlenz, Othmarsingen, Rupperswil, Veltheim.
A língua oficial nesta comuna é o Alemão.